# Stanisław Ostaszewski

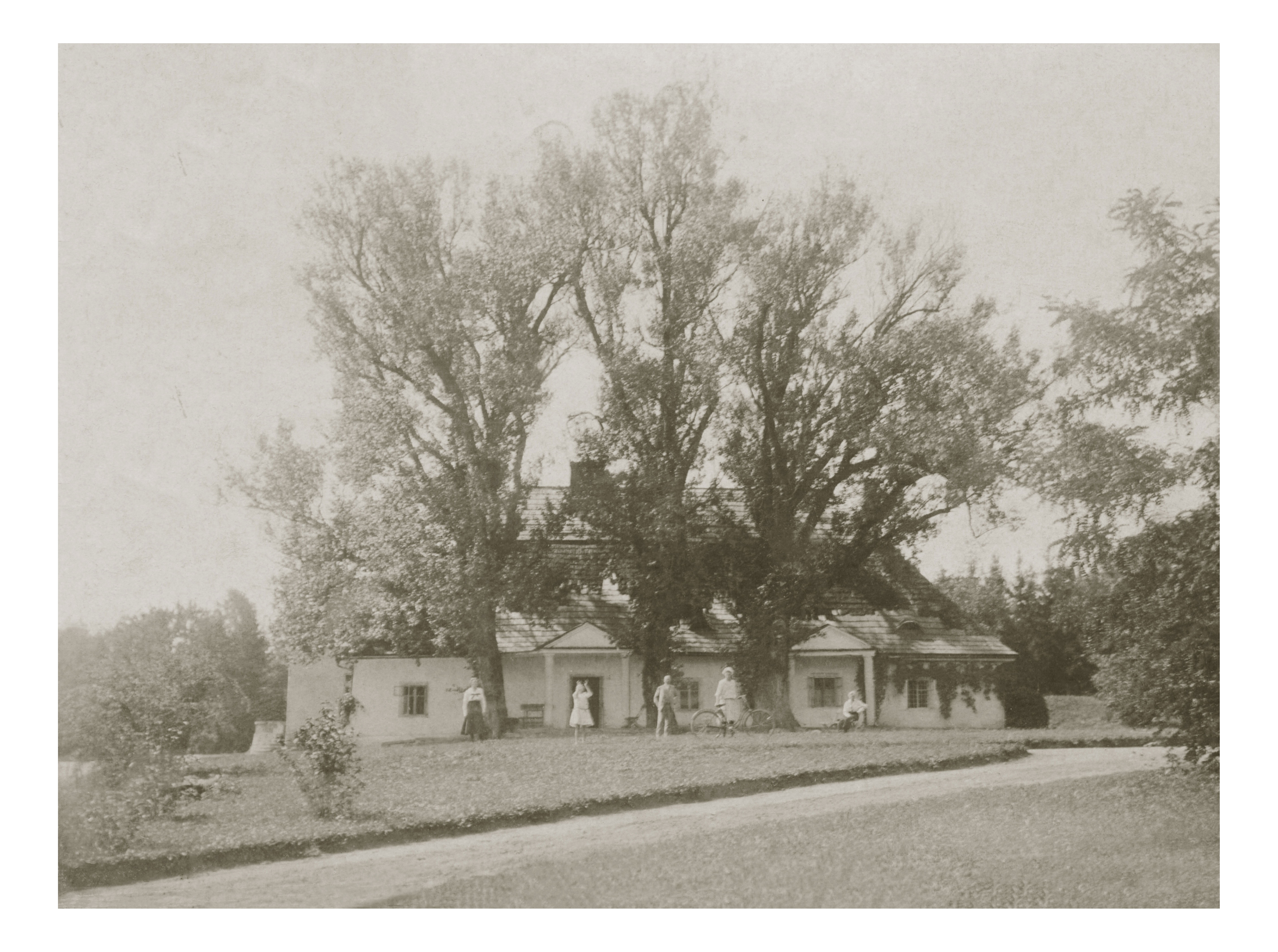
Dwór w Klimkówce ok. 1920 r.

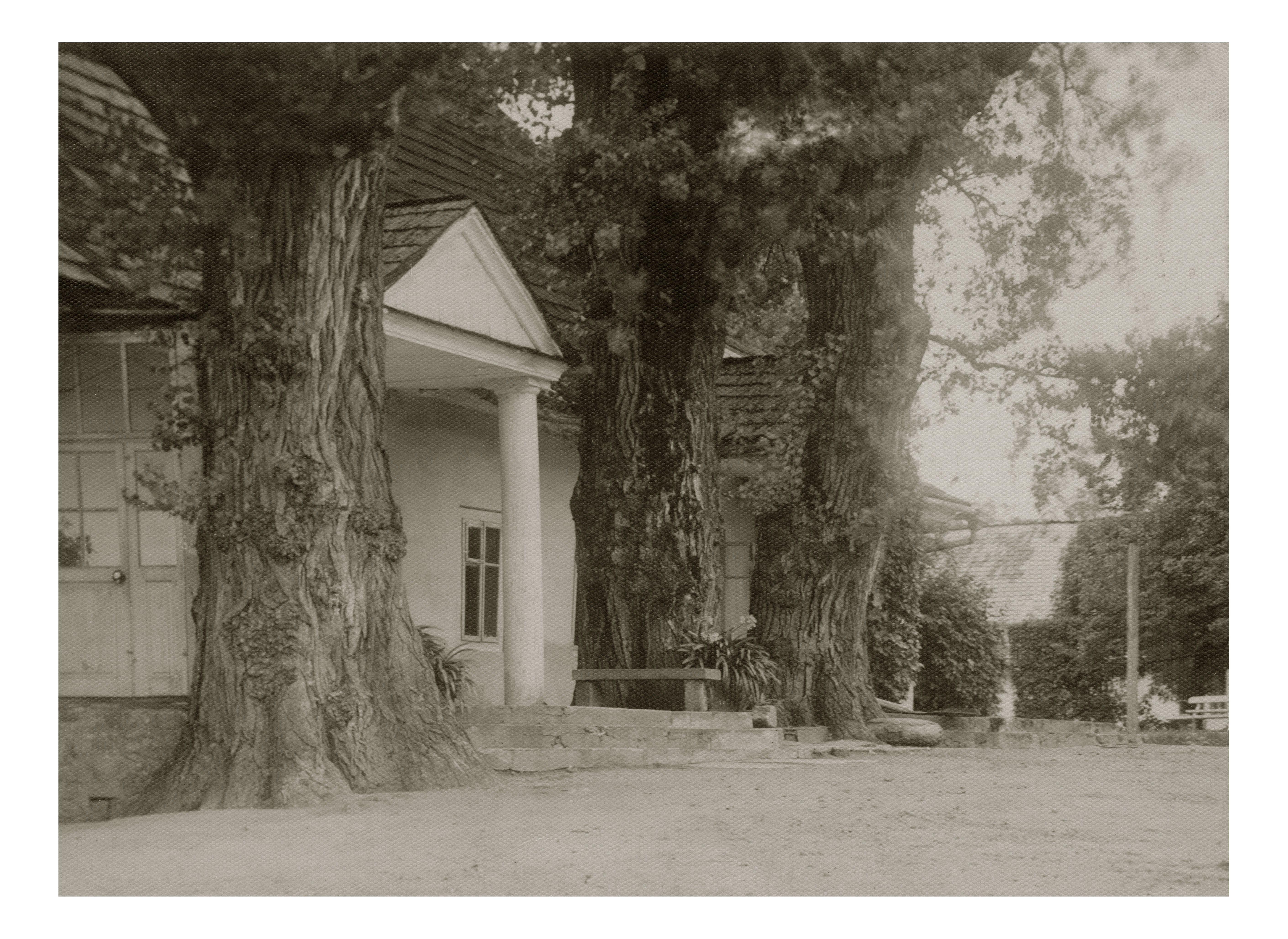
Sędziwe topole przed dworem w Klimkówce w 1932 r. - kliknij, by zobaczyć więcej fotografii starego dworu

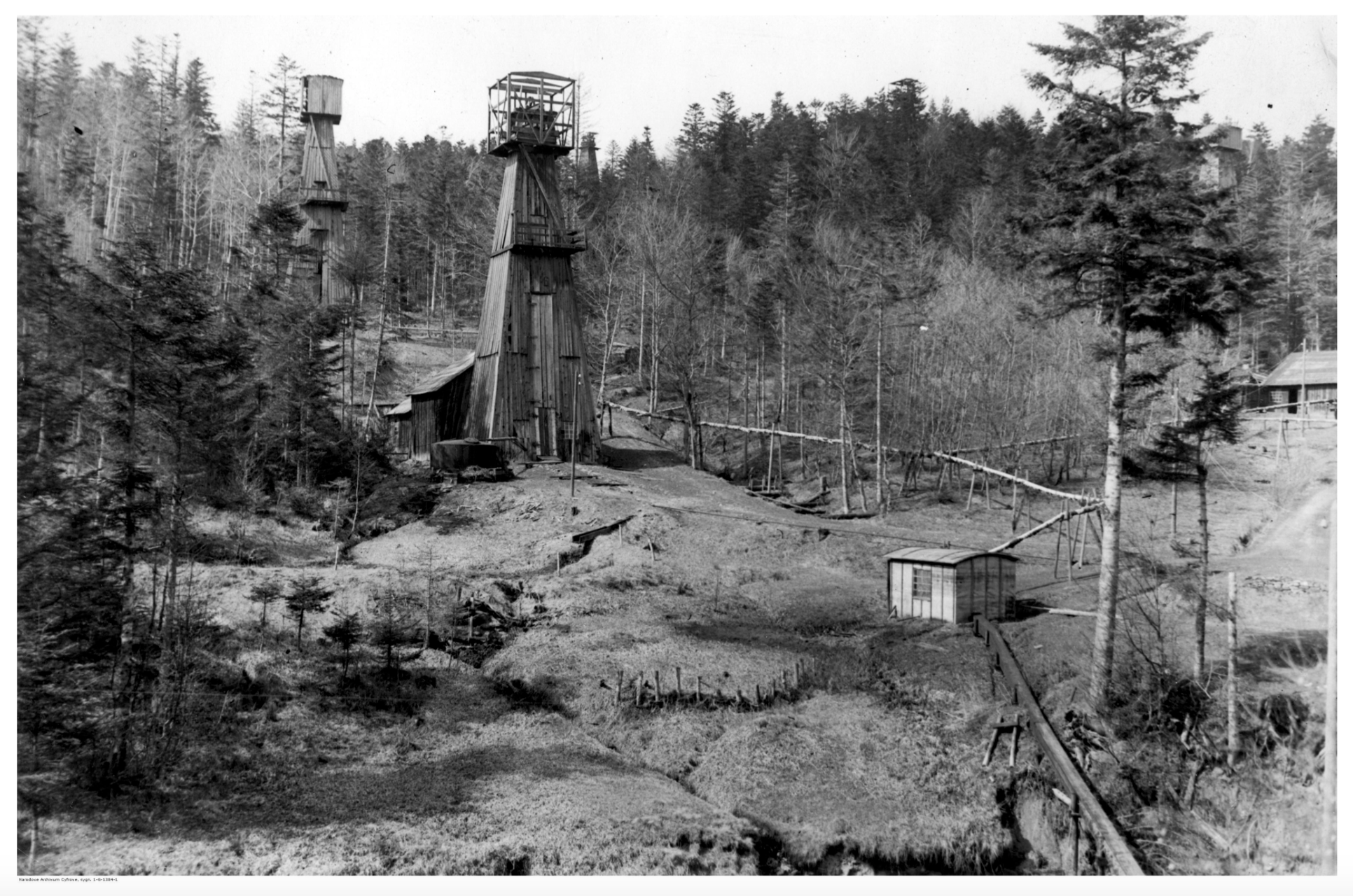
Szyby naftowe w Klimkówce.
Przed I wojną światową Galicja była jednym z największych ośrodków wydobycia ropy naftowej na świecie. To właśnie w Galicji Ignacy Łukasiewicz po raz pierwszy wydestylował naftę i stworzył pierwszą lampę naftową.

Stanisław Ostaszewski herbu Ostoja (ur. 30 września 1862 we Wzdowie, zm. 30 maja 1915 w Klimkówce) – przemysłowiec, wynalazca i promotor nowoczesnych technologii; hodowca; organizator towarzystw hodowlanych. 

## Życiorys
Był synem Teofila Ostaszewskiego (1807-1889) i Emmy z Załuskich (1831-1912). Studiował prawo w Krakowie, a następnie rolnictwo w Halle. Po ojcu odziedziczył 500-hektarowy majątek ziemski w Klimkówce.
Po studiach rozwinął działalność hodowlaną. Jego osiągnięcia w rolnictwie były wyróżniane na licznych wystawach krajowych i zagranicznych, a jego konie wyścigowe wygrywały biegi na wielu torach wyścigowych. Jednocześnie postawił na rozwój przemysłu w swoim majątku. Był inicjatorem i sponsorem nowatorskich przedsięwzięć. Uruchomił eksperymentalną produkcję węgla aktywnego, produktu który stał się podstawą rozwoju wielu nowoczesnych gałęzi przemysłu. Do spółki z kanadyjskim przemysłowcem Williamem Henrym McGarveyem (1843-1914) zbudował jedną z pierwszych kopalni ropy naftowej. Uruchomił również fabrykę nawozów sztucznych (superfosforatu kostnego).  
W pamiętnikach chemika, prof. Kazimierza Klinga, został scharakteryzowany jako człowiek o "umyśle na wskroś twórczym, pionierskim, wynalazczym". Według Klinga produkcja węgla aktywnego w Klimkówce była pierwszą na świecie.
Należał do towarzystw rolniczych. Był prezesem sanockiego oddziału Towarzystwa „Kółek Rolniczych” we Lwowie i prezesem Towarzystwa Gospodarskiego Jasielskiego, Gorlickiego i Krośnieńskiego.
Należał do Sodalicji Mariańskiej. Był rezerwowym nadporucznikiem 3 pułku ułanów w wojsku austriackim.
Zmarł 30 maja 1915 w Klimkówce Z małżeństwa z Anielą z Sękowskich (1882-1937) pozostawił syna Józefa (1904-1989) i trzy córki: Marię Rodich-Laskowską, Zofię Tarnowską i Izabellę Zielińską. 
W 2016 roku został opublikowany dziennik jego żony, Anieli z Sękowskich Ostaszewskiej, napisany w latach 1914-1915.